# Les Aventures extraordinaires d'Adèle Blanc-Sec
Pour les articles homonymes, voir Les Aventures extraordinaires d'Adèle Blanc-Sec (film) et Les Aventures extraordinaires d'Adèle Blanc-Sec (album).
Les Aventures extraordinaires d'Adèle Blanc-Sec est une série de bandes dessinées créée par l'auteur Jacques Tardi, d'abord publiée directement en albums cartonnés en 1976 pour les deux premiers épisodes par l'éditeur Casterman, et, ensuite, prépubliée notamment dans (À suivre) en 1980 avant une mise en albums cartonnés par l'éditeur Casterman. La série compte dix albums et s'achève en 2022.

## Synopsis
À l'exception de l'album Le Secret de la Salamandre où sa présence est anecdotique, le personnage central de l'histoire est Adèle Blanc-Sec. Ses aventures se déroulent entre 1911 et 1922. Adèle « disparaît » toutefois entre 1913 et le 11 novembre 1918 et n'assiste pas à la Grande Guerre de 1914 à 1918. L'ensemble de ces péripéties se déroule à Paris ou dans la proche banlieue parisienne.
Bien que surveillée par la police, Adèle échappe aux poursuites grâce aux révélations qu'elle pourrait livrer sur des affaires ayant été étouffées. Elle est particulièrement détestée par des policiers idiots ou violents, des notables plus ou moins fous et mégalomanes. Sa simple présence semble réveiller des monstres venus de la préhistoire, des sectes ayant traversé l'histoire et, d'une manière générale, des personnages illustrant la bêtise humaine. Elle échappe régulièrement à des attentats plus insensés les uns que les autres : blessée à plusieurs reprises, elle est même assassinée mais ramenée à la vie par des méthodes scientifiques.

## Adèle Blanc-Sec

### Résidence
En 1911, elle habite une maison à Meudon, puis à partir de 1912 un appartement à Paris,,,,,. Tardi, qui a habité près de la station de métro Alésia, a choisi le bâtiment situé au n° 43 de la rue Bezout, dans le 14e arrondissement de Paris, comme domicile de son héroïne (« Voir Image Noyé à 2 têtes planche 7 et Street View », 19 octobre 2021 (consulté le 19 octobre 2021)). Bien que le facteur pense qu'elle habite au troisième étage, son appartement se situe en fait au cinquième gauche,.
Quoiqu'elle soit officiellement morte et enterrée en 1913, et alors qu'elle n'avait aucune famille connue à ce stade de ses aventures, elle retrouve ses clefs sous le paillasson, son appartement intact et parfaitement entretenu à son retour en 1918, la seule trace des six années passées se trouvant être le courrier glissé sous la porte comme si elle était simplement partie en vacances. L'explication de ce phénomène est donnée dans Le Noyé à deux têtes.
Les murs du séjour de son appartement sont recouverts de livres. Elle possède une momie conservée dans une vitrine,, qui lui a été léguée par un arrière-grand-oncle qui l'a apportée d'Égypte. Durant les évènements de Momies en folie, la momie sort de la vitrine en brisant la vitre de l'intérieur : Adèle conservera la vitrine avec sa vitre cassée par la suite.
Adèle a un bon niveau de vie : son appartement dispose d'une ligne téléphonique, de l'eau courante et d'une salle de bain, des luxes à son époque. Pour faire le point sur les affaires dans lesquelles elle s'embarque, Adèle se détend en prenant des bains.

### Personnalité
Adèle Blanc-Sec est jolie et plaît beaucoup aux hommes, qui le lui disent. En revanche, les femmes la haïssent et la jalousent,,. Jeune femme indépendante à l'esprit sceptique et investigateur, faisant preuve d'une perpétuelle curiosité et ne résistant jamais à un rendez-vous, même (et surtout) bizarre, Adèle Blanc-Sec attire les ennuis et la haine de ses contemporains. Elle est attirée par les garçons aventureux, marginalisés par la société comme le malfrat Lucien Ripol, son amant assassiné en 1911 ; les hommes falots mais bienveillants comme le paléontologue Zborowski, l'un des deux scientifiques qui l'aiment sans oser se déclarer, l'autre étant Mouginot, un spécialiste de la cryptobiose (comme chez les Tardigrades) qui meurt également assassiné, en lui sauvant la vie ; ou les victimes du bellicisme comme le pithécanthrope, le seul mort pour lequel on la voit verser une larme, ou encore son beau-frère et illustrateur, le pacifiste Honoré Fiasco, un jeune homme terrorisé par la guerre. A contrario, elle se méfie des savants mégalomanes, méprise les policiers comme l'inspecteur Caponi ou le commissaire Laumanne, les notables iniques et profiteurs comme son éditeur Bonnot, et exècre les généraux comme le Général Bouclard dont l'assassinat la laisse de glace. Selon elle, ces personnes jouent avec les vies avec désinvolture.
Elle est souvent représentée en train de fumer, ne dédaigne pas boire quelques verres dans les bistrots et n'hésite pas à soigner une rage de dents au « Pisco Máximo », un alcool titrant 50°. Adèle a mauvais caractère, elle ne se prive pas d'insulter, de brailler, et devient violente lorsque quelque chose la dérange surtout après avoir bu lorsqu'elle est gauchement draguée par des machos. Même lorsque cela est fait amicalement comme par Brindavoine cette lourdeur masculine l'agace. Elle est solitaire et indépendante et n'aime pas être appelée au téléphone. Elle est d'une grande intelligence qui lui permet de trouver des solutions et des explications aux mésaventures qu'elle affronte. Toujours élégante, Adèle a des cheveux longs, qu'elle fait couper le 11 novembre 1918.

### Famille
Adèle vit seule. Elle a perdu sa mère le 6 juin 1902, dans des circonstances inconnues, et son père le 6 juin 1903 à la suite d'un accident domestique. Après ces décès, elle est séparée de sa sœur qu'elle ne retrouve qu'en 1922. Au moment de la séparation, sa sœur avait cinq ans alors qu'Adèle travaillait. On peut donc estimer qu'Adèle a environ 24 ou 25 ans au début de ses aventures. Sa sœur exerce la profession de modèle nu dans une école de dessin.

### Profession
Adèle est feuilletoniste et écrit des romans populaires. À l'origine, elle écrit des romans policiers, puis décide un jour de raconter ses propres aventures. Elle tape ses manuscrits à la machine. Adèle est une littéraire qui a lu Frankenstein. Elle n'aime pas les illustrations que veut lui imposer son éditeur : « Je ne veux pas d'illustration sur les couvertures, je ne m'adresse pas à des bébés ».
On connaît certaines de ses œuvres comme Le Démon de la Tour Eiffel, « Adèle et la Bête » (1912),, Momies en Folie (1922),.
Le reste de son œuvre ne nous est pas parvenu. Pendant la Première Guerre mondiale, ses romans ont rencontré un grand succès. En 1918, devant ce succès, son éditeur, les éditions Bonnot dirigées par L.J. Bonnot,, procèdent à des rééditions. Cependant, Adèle ne se dit pas satisfaite des contrats qui la lient à la maison d'édition.
À chaque faillite des éditions Bonnot, elle est publiée chez d'autres éditeurs non identifiés entre 1918 et 1922. Cependant, à chaque nouveau départ des éditions Bonnot, elle signe un contrat.

### Opinions politiques
Adèle semble être apolitique, elle méprise les politiques et se moque ouvertement de la police, elle vit comme bon lui semble, n'hésite pas à enfreindre la loi, et constate à plusieurs reprises et sans s'en étonner, l'implication de personnes hauts placées dans certains crimes. Elle confie d'ailleurs à Lucien Brindavoine : « La patrie, la France… tout cela… je ne sais pas bien ce que cela veut dire ». Pour l'auteur, Adèle « est une anarchiste, ni dieu, ni maître ! Elle est archi-méfiante vis-à-vis des institutions ».

## Autres personnages

### Scientifiques
- Professeur Ménard : professeur de paléontologie, c'est un savant du Muséum de Paris, au Jardin des Plantes. Il cherche à faire revivre des espèces disparues de dinosaures. Il réagit mal si on le dérange dans ses travaux. C'est un personnage récurrent des premiers tomes, qui apprécie paternellement Adèle.
- Zborowsky : assistant du professeur Ménard, il tombe amoureux d'Adèle, mais il n'ose pas l'avouer et cet amour à sens unique tourne à l'obsession : il finit interné. Néanmoins, il reprendra son travail d'assistant quelque temps après mais à la suite d'une rencontre avec Adèle il fait une rechute et repart à l'asile.
- Robert Espérandieu : ami de Ménard, c'est un érudit généraliste. Personnage récurrent des premiers tomes, il apparaît d'abord comme un homme timide et charitable mais se révélera par la suite dur et cruel, animé par un esprit chauvin et revanchard : il veut effacer toutes les défaites passées de la France grâce à ses armes secrètes, reprendre l'Alsace et la Lorraine (perdues en 1871) à l'Empire allemand et conquérir la Russie qui a échappé à Napoléon Ier. En poursuivant son cobaye Alexandre, il mourra, comme Claude Frollo, d'une chute du haut de la cathédrale Notre-Dame de Paris .
- Professeur Dieuleveult : médecin, il voue une haine féroce à Adèle dont il devient l'antagoniste principal à partir du tome 4. Il n'hésite pas à tomber dans le banditisme pour arriver à ses fins : éliminer Adèle. Il n'y réussira jamais : ses tentatives l'amènent d'abord à être brûlé à l'acide et défiguré, puis il est victime d'un infarctus, et pour finir de l'implosion de la machine qui lui permet de survivre, qui le réduit en bouillie.
- Félicien Mouginot : chercheur dans le domaine de « la vie après la mort ». Il est amoureux d'Adèle et conserve son corps dans de la glace après l'assassinat de l'héroïne, en attendant de trouver le moyen de la ramener à la vie. Lorsqu'il met finalement au point la solution, il est tué par Thomas Rove, sur ordre de Dieuleveult, qui veut voir Adèle morte pour de bon.
- Professeur Dieudonné : collègue de Ménard, Espérandieu et Dieuleveult. On le voit peu car il n'est présent que dans le tome 3. On apprend qu'il est retourné dans les steppes de l'Asie centrale. Les patronymes d'Espérandieu, Dieuleveult et Dieudonné rappellent ceux de l'époque des guerres de religion en France et selon Christophe Quillien, le préfixe « dieu » souligne que ce sont des savants fous qui se prennent pour des dieux[11].
- Docteur Jullien : spécialiste des reptiles et amphibiens du Muséum de Paris, il apparaît dans Le secret de la Salamandre, tenant une salamandre géante de Chine naturalisée. Il est content de la savoir restaurée après avoir été dégradée 4 années avant par des vandales. Cette joie est de courte durée car Brindavoine doit arracher la tête de la salamandre, le Docteur Jullien tente de l'en empêcher mais est assommé par Beppe qui filait Brindavoine. A son réveil il ne peut que constater amèrement les dégâts. Dans le dernier épisode se passant 4 année après il refait une apparition ramenant la salamandre qui vient d'être à nouveau restaurée.
- Séraphin Vertuchou (dit le Docteur Chou) : Il est payé par les Chevillard pour transformer génétiquement des animaux pour les rendre robuste, donc plus rentable. Malgré ces services rendus à l'agroalimentaire, il n'obtient aucune reconnaissance, ni prix Nobel, ni légion d'honneur. Il devient alors très aigri et décide de se venger de la société. Il continue ses expériences mais maintenant sur des cobayes humains à leurs insu et trouve un traitement transformant les humains en Minotaure. Il le mélange alors à ses produits, pharmaceutiques ou viticoles. En outre, il crée des clones explosifs d'Adèle destinés à commettre des attentats sur des personnalités. Il finit dévoré par l'une de ses victimes, le Commissaire Laumanne qu'il a transformé en Minotaure.

### Policiers
- Inspecteur Caponi[12] : personnage récurrent des premiers tomes, c'est un homme intègre mais idiot, qui cherche désespérément à devenir commissaire. À cause de son honnêteté, il sera rétrogradé comme sergent de ville. Il sombrera ensuite dans la délinquance, puis sera réintégré. Il n'apprécie guère Adèle qu'il cherche à arrêter à plusieurs reprises. Il meurt à la fin de l'album Le Secret de la salamandre, tué par un membre de la mafia qu'il tuera en même temps lors d'un tir simultané.
- Inspecteurs Rivière et Ribière : agents infiltrés pour surveiller Caponi lors de sa courte tentative d'être "chef de gang", ils travaillent de nouveau avec lui lorsque ce dernier est réintégré dans la police. Ils sont tués en même temps que Caponi.
- Commissaire principal Dugommier : supérieur hiérarchique de Caponi. Il a également des activités plus obscures au sein d'une secte d'adorateurs du démon Pazuzu, qu'il dirige. Il hait Adèle. Il meurt tué par Carlo Gelati.
- Commissaire principal Fougerolles : supérieur hiérarchique de Caponi pendant la guerre puis de Laumanne.
- Commissaire principal Poissard : il est fonctionnaire mou et doucereux, adepte du langage passif-agressif et aimant pérorer. Il a été déchargé pour incompétence de l'affaire du ptérodactyle par Dugommier sur ordre de Louis Lépine ce qui ne l'a pas empêché de monter en grade et de devenir Commissaire principal. Il se suicide par pendaison à son bureau quand les journaux révèlent qu'il est le père du bébé enlevé aux Buttes-Chaumont le 12 novembre 1918, lequel après avoir été recueilli par une bande de gamins des rues commettant des vols à droite à gauche, avait fini par être incarcéré alors qu'il n'a que 5 ou 6 ans.
- Commissaire Laumanne (dit Le Tortionnaire) : Policier violent et peu subtil, il accuse Adèle de tous les maux. Au cours d'une convalescence, le Dr Chou l'utilise comme cobaye et il se retrouve transformé en minotaure. Il devient finalement un pensionnaire de la ménagerie du Jardin des plantes à Paris. Le nom du personnage a été inspiré à Tardi par celui du commissaire Lohmann[13], le policier chargé de l'enquête dans le film de Fritz Lang M le Maudit. Tardi s'est inspiré de l'acteur du film Otto Wernicke pour dessiner son personnage.
- Inspecteur Stigmates (dit à côté de ses pompes) : adjoint du commissaire Laumanne. Individu particulièrement peu émotif, adepte du passage à tabac, la gâchette facile, il contemple avec détachement les pires horreurs, et mange son sandwich à la morgue, au point que son patron s'en indigne : « à croire que cet endroit vous met en appétit ». Il est simplet, s'extasiant devant ses supérieurs dont les déductions sont pourtant évidentes.

### Malfrats
- Albert : complice d'Adèle. Il s'avère par la suite être un traître à la solde de la secte des adorateurs de Pazuzu. À cause d'une blessure par balle lors de sa trahison, il voue une haine féroce à Adèle. Il meurt en tombant de la tour Eiffel, après s'être fait inoculer la peste.
- Joseph : complice d'Adèle. Il la trahira par appât du gain. La peste inoculée par les membres de la secte Pazuzu le tuera.
- Lucien Ripol : malfrat condamné à mort pour le meurtre d'un banquier qu'il n'a pas commis. C'est le seul homme dont Adèle semble avoir été amoureuse. Il meurt tué par Albert.
- Eugène Lobel : le véritable meurtrier du banquier, qui essaiera de tuer Adèle. Son vrai but est de tuer Ripol. Il meurt après avoir été blessé par balle par Albert puis attaqué par le ptérodactyle.
- Carlo Gelati : scientifique aigri ayant mis son cerveau au service du crime à la solde de la secte Pazuzu, il fait couler le Titanic en pensant qu'Adèle s'y trouvait, il finit étranglé par un colosse dans la pyramide du parc Monceau sur qui il a tiré dans un accès de rage.
- Louis-Ferdinand Chapoutier : ancien scientifique tombé dans le banditisme pour les mêmes raisons que Gelati, il est l'associé de celui-ci, il participe à la destruction du Titanic, il trouve la mort dans la pyramide du parc Monceau après avoir reçu une fléchette au curare tiré par Simone Pouffiot.
- Jérôme Plumier : Neveu et complice de Louis-Ferdinand Chapoutier, il participe à la destruction du Titanic, il est tué de la même façon que son oncle.
- Thomas Rove : tueur envoyé par Dieuleveult pour éliminer Adèle. Il a une phobie des chats. Il assassine Mouginot lorsque celui-ci met au point la substance capable de redonner vie à Adèle après sa mort. Il est d'abord éborgné par la momie d'Adèle, avant d'être assassiné par Dieuleuveult sur un malentendu.
- Otto Lindenberg : homme d'affaires le plus riche et haï de la planète, malgré une image officielle plutôt respectable il est également un gangster cupide et mégalomane.
- Gibson : employé de Lindenberg espionnant pour Coppola, il se défenestre après avoir été découvert.
- Beppe : tueur et mafioso italo-américain, il a pour mission de récupérer la méthode de Mouginot pour redonner vie après la mort. Il meurt tué par l'inspecteur Caponi qu'il aura le temps d'éliminer.
- Coppola : parrain de la Cosa Nostra, il s'allie à Lindenberg pour tenter de dominer la planète et avoir la vie éternelle.
- Erneste Lefaivre  : lieutenant de Coppola à la section Française, il meurt des blessures par balles infligé par Dieuleveult
- Caduc : ancien nettoyeur de tranchées, il devient homme de main de Dieuleveut au cours de la guerre 14-18, puis rentre dans la police comme agent de circulation pistonné par le commissaire Laumanne. Il est très costaud mais aussi très limité mentalement ayant subi une lobotomie de Dieuleveut. A sa première apparition dans l'album "Tous des monstres", il n'arrive à balbutier quelques mots rudimentaires mais le plus souvent s'exprime par onomatopées. Il semble par la suite avoir récupéré partiellement ses capacités cognitives, étant dans le dernière album capable de comprendre les questions et de leur répondre par des phrases construites. Caduc est malgré ses apparences de brute décervelé et ses professions, est un homme capable de beaucoup de sensibilités, par exemple pleurant quand Dieuleveut fait une crise cardiaque puis le secourant, il est le seul à s'en préoccuper, ou encore en s'occupant de Laumanne lorsqu'il est changé en minotaure.
- Ambroise Punais : espion professionnel, d'abord il est vu au service de Dieuleveult puis passe à la police devenant un indic du commissaire Poissard. Il est atteint de boulimie.
- Moulinot (dit Le Notaire) : Un notaire véreux, il s'est servi de sa position pour rencarder les malfrats sur les bons coups à faire, puis s'est mis lui-même à organiser des casses. Il est très dévot. Il est éliminé dans le dernière album par Dandelet et Fluet.
- Léon Dandelet (dit Le Dentiste) : Célèbre gangster, arrêté par Laumanne en 1912 il sort de prison en 1922 en reprenant aussitôt son ancienne occupation de monte-en-l'air.
- Régis Fluet : Complice du Dentiste, il s'est évadé du bagne Cayenne pour régler ses comptes en tuant Le Notaire qui l'a trahi et également Adèle-Blanc-Sec qu'il pense être la responsable de la mort de son ami Lucien Ripol pour prendre son magot.
- Albert Leboîteux : Membre de la bande du Dentiste puis celle du Notaire, il est tué par Régis Fluet en tentant de l'éliminer.
- Victor Hugeaut : Membre de la bande du Dentiste puis celle du Notaire, il est abattu par Le Notaire pour avoir juré en sa présence.
- Alphonse : Complice du Dentiste, il est envoyé par celui-ci au Commissaire Lausanne en se faisant pour un mouchard pour pouvoir le piéger
- Francine Francis : Complice du Dentiste, exerçant le profession de dentiste, elle a plombé à Adèle-Blanc-Sec une dent d'un alliage super-résistance destiné à Régis Fluet pour permettre de constituer des mèches destinées à ouvrir les coffres-forts de banques. Elle rend également service au Docteur Chou pour ses expériences douteuses. Elle est éliminée par Fluet et Dandelet après avoir cherché à les doubler en les donnant à Moulinot et ses associés.

### Artistes
- Clara Benhardt : comédienne et également membre zélé des adorateurs de Pazuzu. Elle hait Adèle et cherche à l'assassiner à plusieurs reprises, avant de finalement y parvenir. Elle est tuée par la momie d'Adèle. Son nom rappelle l'actrice Sarah Bernhardt.
- Joseph Montevideo : comédien, il a découvert l'appartenance de sa partenaire, Clara Benhardt, à la secte Pazuzu, et pour cette raison est poignardé pour de vrai par celle-ci lors de la pièce "Les derniers jours de Babylone" où son personnage était poignardé.
- Antoine Artaud : comédien et ami de Joseph Montevideo, ce dernier l'avait mis dans la confidence à propos du secret de Clara Benhardt. Il est poignardé par Clara chez lui juste avant la visite de Caponi à qui il s'apprêtait à livrer ses informations.
- Honoré Fiasco (dit Fia) : illustrateur, il dessine les couvertures des aventures d'Adèle pour les éditions Bonnot. C'est un peureux qui s'avère posséder le pouvoir effrayant de matérialiser la pire terreur des gens, y compris lui-même (des tentacules rouges géants, souvenir traumatisant d'une illustration vue dans un livre intitulé Le Démon des glaces d'un certain Tardi). Ce pouvoir se révèle pendant la Grande Guerre, quand Fia, poilu dans les tranchées, est au paroxysme de la terreur. Après l'Armistice, Dieuleveult prend Fia comme « patient » (ou plutôt comme cobaye) et, sous prétexte de le soigner, tente (en vain) de contrôler ce pouvoir à son profit. Fia tombe amoureux de Mireille, la sœur d'Adèle, et à un enfant avec elle, un garçon né en 1922. Finalement Fia finit par surmonter ses traumatismes, devenant même un héros en étant celui qui met fin à l'épidémie transformant les gens en bovins dans le dernier album. Pacifiste convaincu, il est également ne supporte pas que l'on maltraite les animaux, ni qu'on les mange.
- Jules-Emile Peissonier : peintre orientaliste, metteur en scène et adorateur de Pazuzu, il est tué accidentellement par Caponi dans les escaliers de la Tour Eiffel.

### Autres
- Simon Flageolet : détective privé extravagant et personnage récurrent de la série. Il habite un appartement luxueux décoré à l'orientale. Il est entraîné, souvent malgré lui, dans les aventures d'Adèle. Au fil des tomes, il devient de plus en plus lâche et ridicule, et sert de faire-valoir à d'autres personnages. Le professeur Dieuleveult en fait son complice, en lui procurant en 1914 un certificat médical de complaisance qui lui permet d'échapper à la mobilisation générale, mais il s'angoisse à l'idée que cela se terminera par la mort d'Adèle Blanc-Sec. Il échappe de justesse à la mort (un tueur de la Mafia lui colle le canon de son arme sur le front, mais ne presse pas la détente tant il est insignifiant) mais devient fou de peur et doit être interné en hôpital psychiatrique. Une fois sortit, il devient un indic zélé de la police.
- M. Justin de Saint Hubert : chasseur de safari professionnel. Il est imbu de sa personne et termine dans le même asile que Zborowski, après que le professeur Ménard l'a menacé avec son propre fusil.
- Lucien Brindavoine : poilu, mutilé volontaire. Il est l'ange gardien d'Adèle et devient très vite un personnage récurrent de ses aventures. Il apparaît pour la première fois sous la plume de Tardi dans Adieu Brindavoine qui n'est pas un album de la série. Il est le héros de l'album le Secret de la salamandre.
- Roy : marchand de farces et attrapes. Son magasin s'appelle Au fou rire dans le passage Verdeau. C'est un ami de Brindavoine. C'est lui qui lui permettra d'être réformé. Son magasin ayant fait faillite, il se reconvertit comme chauffeur de taxi.
- L.J. Bonnot : éditeur d'Adèle.
- Georgette Chevillard : fille du boucher en gros Chevillard, enrichi par les marchés militaires. Elle fut fiancée à Honoré Fia avant la guerre. Celui-ci étant porté disparu, présumé mort, son père envisage de la marier à L.J. Bonnot. Elle est maladivement jalouse d'Adèle, au point de tenter à plusieurs reprises de l'assassiner. Pour mener à bien ce but, elle s'associe à Moulinot. Ils tombent amoureux l'un de l'autre mais sont éliminés par Dandelet et Fluet.
- La momie égyptienne : ramenée d’Égypte par un arrière-grand-oncle d'Adèle Blanc-Sec, cette dernière la conserve chez elle dans une vitrine. Mais un jour il (car c'est une momie masculine) se réveille, brise sa vitrine et part visiter le monde en compagnie des momies du musée du Louvre, également réveillée. En effet les momies ne sont pas mortes mais volontairement plongées dans un état léthargique pendant des siècles. C'est grâce à ses connaissances que Brindavoine peut ramener Adèle Blanc-Sec à la vie. Dans son ancienne vie, il était ingénieur en physique nucléaire ainsi qu'assistant du pharaon. Il méprise l'actuelle civilisation, la sienne étant d'après ses dire beaucoup plus avancée. Après avoir suivi une cure d'algues à La Baule, il se met à rajeunir. Adèle débutera une histoire d'amour avec le séduisant jeune homme qu'il est devenu. Son nom n'est jamais dévoilé, Adèle l'appelle affectueusement « vieille peau » ou « chère vieille momie ».
- Charles Chalazion : Il est à la recherche de Fia son ancien compagnon de tranché. À partir du tome 7, il entraîne souvent Adèle et Brindavoine dans les problèmes. Il a un affreux caractère.
- Mireille Pain-sec : Elle est la petite sœur d'Adèle que celle-ci a retrouvée en 1922 et la compagne de Fia. Elle est très jalouse d'Adèle, comme Georgette Chevillard elle pense qu'elle veut lui voler Fia et a même essayé même de la tuer. Cela ne l'empêche pas de demander son aide à l'occasion.
- Simone Pouffiot : Ancienne criminelle, elle a été récupérée par le gouvernement pour qui elle travaille comme mercenaire, elle est l'ennemi juré de Gelati et Chapoutier et celle-ci après plus de 30 ans de traque finira par tuer Chapoutier dans la pyramide du Parc Monceaux mais sera tuée ensuite par Gelati.
- Nicollet : Membre de la secte des admirateurs de Pazuzu dont fait partie Jules-Emile Peissonier, c'est lui qui retrouve la statuette du démon assyrien dans la vitrine d'un antiquaire puis surveille la montée d'escalier de la tour Eiffel quand les sectataires envisagent d'y sacrifier Adèle Blanc-Sec et Simon Flageolet.
- Jean Zwardi : Il est représentant de commerce en produits pharmaceutiques de Chou. Il est insensible et sarcastique, organisant froidement les basses œuvre de Chou. S'étant associé à Moulinot, il tente de l'aider à éliminer Dandelet et Fluet. Les ayant sous-estimés se sont eux qui finissent par l'éliminer à la fin du dernier épisode.
- Marcel Grosdeau : Il est le chauffeur et l'homme de main de Jean Zwardi. Il est éliminé avec celui-ci par Dandelet et Fluet.
- Raoul : C'est un barman d'un café assez mal fréquenté. Comme il aime rigoler, il apprécie Chalazion et Brindavoine mais supporte assez mal des clients déprimant comme Gaston.
- Gaston : Client habitué du bar de Raoul, il était aviateur durant la guerre de 14-18. Le lendemain de l'Armistice, alors qu'il flirtait aux Buttes-Chaumont avec une nourrice, le bébé dont cette dernière s'occupait a été enlevé sous leurs yeux par de monstrueux tentacules rouges. Cela a mis fin à leur relation et lui a causé un grand traumatisme, le faisant sombrer dans l'alcool.
- Milagros Copihue : Il s'agit d'une momie indienne venant du Chili, amie de la momie d'Adèle Blanc-Sec. Elle est amatrice d'alcool fort et a un très mauvais caractère surtout lorsqu'elle a trop peu dormi, pouvant assez vite devenir brutale.

## Similitudes
Sans que Tardi les revendique, des similitudes peuvent être observées entre certains des personnages de la série, et des personnes réelles :
- par plusieurs côtés, la personnalité d'Adèle, émancipée en avance sur son temps, rappelle celle de sa contemporaine plus âgée, Caroline Rémy, dite « Séverine »[14]. Comme celle-ci, Adèle est toujours bien habillée et porte systématiquement des chapeaux à la mode de la « Belle Époque », jugés parfois ridicules par certains
- le nom de Clara Benhardt rappelle celui de l'actrice Sarah Bernhardt
- le peintre Jules-Emile Peissonier rappelle Georges Antoine Rochegrosse pour les influences picturales, et Jean-Louis Ernest Meissonier pour le patronyme
- le Docteur Jullien du Secret de la Salamandre est le portrait du taxidermiste Franz Jullien du Muséum de Paris, qui ouvrit à Tardi les coulisses de cet établissement, et qui apparaît également dans une autre bande dessinée : Les Chroniques Anachroniques, sous le nom de Frantz le Professeur[15]
- le Commissaire Laumanne rappelle le commissaire Lohmann, protagoniste du film de Fritz Lang, Le Testament du docteur Mabuse (1932)
- Jules Vallès en personne apparaît dans La Débauche et dans Le cri du peuple
- Régis Fluet est directement inspiré du chanteur (et ami de Tardi) François Hadji-Lazaro
- le comédien Antoine Artaud rappelle l'écrivain Antonin Artaud.

## Postérité

### Adaptation
Les Aventures extraordinaires d'Adèle Blanc-Sec, film réalisé par Luc Besson sorti le 14 avril 2010, avec Louise Bourgoin dans le rôle-titre.
En 2018, il est annoncé que Luc Besson prévoit l'adaptation en série pour la télévision.

### Influence
Il faut noter l'existence d'une chanson scottish au titre d’Adèle Blanc-Sec. Elle a été composée par Frédéric Paris de l'ensemble musical « La Chavannée » et publiée dans l'album Rage de Danse (1986),.

## Publications en français

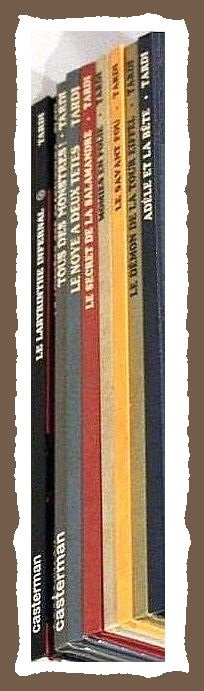
Les neuf premiers tomes originaux d'Adèle Blanc-Sec.

### Revues
- B.D., L'Hebdo de la B.D. no 28 à 39, Éditions du Square, 1978
- (À suivre)
  - no 29 à 33, Casterman, 1980
  - no 76 à 81, Casterman, 1984
  - no 199 à 201, Casterman, 1994
- Télérama no 28 2998 à 3006, 2007

### Albums
1. 1976 : Adèle et la Bête[3]
2. 1976 : Le Démon de la Tour Eiffel[4]
3. 1977 : Le Savant fou[5]
4. 1978 : Momies en folie[6]
5. 1981 : Le Secret de la salamandre[19]
6. 1985 : Le Noyé à deux têtes[7]
7. 1994 : Tous des monstres ![8]
8. 1998 : Le Mystère des profondeurs[9]
9. 2007 : Le Labyrinthe infernal[20]
10. 2022 : Le Bébé des Buttes-Chaumont[20]

L'auteur a annoncé que l'album Le Bébé des Buttes-Chaumont, serait le 10e et dernier de la série, qu'il conclut par un avertissement : « Ainsi s'achèvent, pour toujours, les Aventures Extraordinaires d'Adèle Blanc-Sec. Gare aux faussaires qui seraient tenté(e)s d'y donner suite !!! ».

### Titre des albums se déroulant dans le même univers
- Le Démon des Glaces : certains de ses personnages font une apparition dans Momies en folie ; le livre lui-même est cité dans Momies en folie et Tous des monstres !
- Adieu Brindavoine suivi de La Fleur au Fusil : les personnages d'Otto Lindenberg et de Lucien Brindavoine, qui deviendront héros de la série Adèle Blanc-Sec à partir du Secret de la salamandre, y font leur apparition.

## Publications en anglais
Chez NBM Publishing en 1990.